# 서울문현초등학교
서울문현초등학교는 대한민국 서울특별시 송파구에 있는 공립 초등학교이다.

## 학교 연혁
- 2007년 12월 6일 : 개교
- 2008년 2월 14일 : 제1회 졸업식
- 2027년 12월 6일 : 개교 20주년

## 참고 자료
- 서울문현초등학교 - 한국교육학술정보원 학교알리미